# Asobara ghesquierei
Asobara ghesquierei är en stekelart som först beskrevs av Fischer 1963.  Asobara ghesquierei ingår i släktet Asobara och familjen bracksteklar. Inga underarter finns listade.